# Reinier Jiménez
Reinier Jiménez Terry (ur. 3 września 1990) – gwatemalski zapaśnik startujący w stylu klasycznym. Zajął czternaste miejsce na mistrzostwach świata w 2018. Srebrny medalista mistrzostw panamerykańskich w 2022 i brązowy w 2018 i 2021. Trzeci na mistrzostwach Ameryki Środkowej i Karaibów w 2018 roku.